# 1959년 지중해 게임
1959년 지중해 게임(아랍어: ألعاب البحر الأبيض المتوسط 1959)은 제3회 지중해 게임으로 1959년 7월 15일부터 25일까지 레바논 베이루트에서 열렸다. 11개국 792명의 선수가 참가했으며 16개 종목이 진행되었다. 
지난 대회에 이어 프랑스가 가장 많은 금메달과 메달을 획득하면서 종합 메달 순위 1위에 올랐다.

## 종목
- 농구
- 다이빙
- 레슬링
- 배구
- 복싱
- 사격
- 사이클
- 수구
- 수영
- 승마
- 요트
- 육상
- 역도
- 체조
- 축구
- 펜싱

## 참가국
제3회 지중해 게임에는 총 11개 국가가 참가했다.
- 그리스 (69)
- 레바논 (180)  (개최국)
- 모로코 (14)
- 몰타 (2)
- 스페인 (83)
- 아랍 연합 공화국 (162)
- 유고슬라비아 (42)
- 이탈리아 (55)
- 튀니지 (28)
- 튀르키예 (91)
- [[파일:{{{국기그림-1830}}}|22x20px|border |alt=프랑스의 기]] 프랑스 (66)

## 메달 집계
| 순위 | 국가                                                                   | 금메달 | 은메달 | 동메달 | 합계 |
| ---- | ---------------------------------------------------------------------- | ------ | ------ | ------ | ---- |
| 1    | [[파일:{{{국기그림-1830}}}\|22x20px\|border \|alt=프랑스의 기]] 프랑스 | 26     | 27     | 16     | 69   |
| 2    | 아랍 연합 공화국                                                       | 23     | 21     | 30     | 74   |
| 3    | 튀르키예                                                               | 13     | 8      | 1      | 22   |
| 4    | 이탈리아                                                               | 12     | 5      | 4      | 21   |
| 5    | 유고슬라비아                                                           | 11     | 9      | 8      | 28   |
| 6    | 그리스                                                                 | 8      | 9      | 13     | 30   |
| 7    | 스페인                                                                 | 5      | 12     | 12     | 29   |
| 8    | 레바논                                                                 | 3      | 10     | 17     | 30   |
| 9    | 튀니지                                                                 | 3      | 2      | 1      | 6    |
| 10   | 모로코                                                                 | 2      | 3      | 2      | 7    |
| 합계 | 합계                                                                   | 106    | 106    | 104    | 316  |